# Acqua futura
Acqua futura è l'album di esordio della cantante e showgirl Luisa Corna, pubblicato nella primavera del 2006.
Contiene 11 tracce, tra cui una cover di Joan Osborne e dei brani scritti da Gatto Panceri e dalla stessa Luisa Corna eccetto il brano "L'ultima luna", scritto da Renato Zero.
Tra i musicisti che suonano nell'album, alle chitarre Gilberto Ziglioli, ex componente dei New Dada.

## Promozione
Come promozione è stato estratto un singolo, "Colpa mia", cantato in duetto con Gatto Panceri.

## Tracce[1]
1. Colpa mia
2. Soli (Sentimenti fragili)
3. Io non volevo
4. Ma si
5. L'ultima luna
6. Santa vita (Saint Teresa) (Joan Osborne cover)
7. Strani noi
8. Anima nera
9. Accarezzami
10. Terminal
11. A te

## Formazione
- Luisa Corna - voce
- Gilberto Ziglioli - chitarra
- Bruno Giordana - tastiera, sax
- Tonino Scala - pianoforte
- Vanni Patriarca - basso
- Toni Bradascio - batteria
- Sara Corna - cori
- Stefano Bozzetti - cori
- Angela Baggi - cori